# Russell Downing
Russell Downing (Rotherham, 23 augustus 1978) is een Brits voormalig wegwielrenner en baanwielrenner. Hij reed voor onder meer Team Sky en NetApp-Endura. Zijn oudere broer Dean is ook wielrenner.

## Baanwielrennen

### Palmares
| Jaar | BK                                  | EK | WK | Overige                         |
| ---- | ----------------------------------- | -- | -- | ------------------------------- |
| 1999 | Ploegkoers                          |    |    |                                 |
| 2002 | Puntenkoers · Scratch               |    |    |                                 |
| 2003 | Koppelkoers · Puntenkoers · Scratch |    |    |                                 |
| 2004 | Scratch                             |    |    | WB Sydney: Ploegenachtervolging |
| 2013 | Ploegkoers                          |    |    |                                 |
| 2014 | Ploegenachtervolging                |    |    |                                 |

## Wegwielrennen

### Overwinningen
1998
7e en 9e etappe Ronde van Marokko
2002
4e etappe deel B Ronde van Brandenburg
2004
4e etappe Circuit des Mines
Grote Prijs van Havant
2005
5e etappe Ronde van de Kaap
1e, 3e en 6e etappe Ronde van Bretagne
Grote Prijs van Lincoln
 Brits kampioen op de weg, Elite
Grote Prijs van Havant
2006
5e etappe Tour de Beauce
Druivenkoers
2007
Beaumont Trophy
2008
2e, 3e en 4e etappe Cinturón a Mallorca
Criterium van Abergavenny
Grote Prijs van Wales
4e etappe Ronde van Ierland
2009
3e etappe Cinturón a Mallorca
1e etappe Ronde van Ierland
Eindklassement Ronde van Ierland
2010
1e etappe Ronde van Qatar (ploegentijdrit)
2e etappe Internationaal Wegcriterium
5e etappe Ronde van Wallonië
Eindklassement Ronde van Wallonië
2012
Grand Prix de Lillers-Souvenir Bruno Comini
Beaumont Trophy
1e etappe Circuit des Ardennes
5e etappe Ronde van Noorwegen
2016
2e etappe Ronde van Loir-et-Cher

### Resultaten in voornaamste wedstrijden
| Jaar | Ronde van Italië | Ronde van Frankrijk | Ronde van Spanje |
| ---- | ---------------- | ------------------- | ---------------- |
| 2006 |                  |                     |                  |
| 2007 |                  |                     |                  |
| 2008 |                  |                     |                  |
| 2009 |                  |                     |                  |
| 2010 |                  |                     |                  |
| 2011 | 140e             |                     |                  |
| 2012 |                  |                     |                  |
| 2013 |                  |                     |                  |
| 2014 |                  |                     |                  |
| 2015 |                  |                     |                  |

| Jaar | Ronde van Vlaanderen | Parijs-Roubaix | Amstel Gold Race | Parijs-Tours |  | WK op de weg |
| ---- | -------------------- | -------------- | ---------------- | ------------ |  | ------------ |
| 2006 |                      |                |                  |              |  | opgave       |
| 2007 |                      |                |                  |              |  |              |
| 2008 |                      |                |                  |              |  | 49e          |
| 2009 |                      |                |                  |              |  | opgave       |
| 2010 |                      |                | opgave           |              |  |              |
| 2011 |                      |                |                  | opgave       |  |              |
| 2012 |                      |                |                  |              |  |              |
| 2013 | 62e                  | 115e           | opgave           |              |  |              |
| 2014 |                      |                |                  |              |  |              |
| 2015 |                      |                | opgave           |              |  |              |

## Ploegen
- 1998 –  Team Brite Voice
- 1999 –  Linda McCartney Racing Team
- 2001 –  Linda McCartney Racing Team (tot 31-1)
- 2002 –  iTeamNova.com (tot 1-5)
- 2005 –  Recycling.co.uk-MG X-Power
- 2006 –  DFL-Cyclingnews-Litespeed
- 2007 –  Health Net presented by Maxxis
- 2008 –  Pinarello Racing Team
- 2009 –  Candi TV-Marshalls Pasta RT [a]
- 2010 –  Sky Professional Cycling Team
- 2011 –  Sky ProCycling
- 2012 –  Endura Racing
- 2013 –  Team NetApp-Endura
- 2014 –  NFTO
- 2015 –  Cult Energy Pro Cycling
- 2016 –  JLT Condor
- 2017 –  JLT Condor
- 2018 –  Holdsworth Pro Racing

1. ↑  Tot juni heette de ploeg Candi TV-Pinarello RT, maar na het aantrekken van een nieuwe cosponsor werd de naam veranderd.